# 양포초등학교 (경남)
양포초등학교는 대한민국 경상남도 하동군 진교면 들포길 233-11 (양포리)에 있었던 초등학교이다.

## 연혁
- 1964년 9월 1일 진교국민학교 양포분교장 인가
- 1969년 3월 1일 양포국민학교 개교
- 1979년 3월 5일 병설유치원 설립인가
- 1996년 3월 1일 양포초등학교로 개칭
- 1999년 3월 1일 진교초등학교로 통폐합